# School of American Ballet
La School of American Ballet (SAB) è l'Accademia ufficiale della compagnia di balletto del New York City Ballet. Ha sede a New York, al Lincoln Center of Performing Arts.

## Storia
Venne creata a Hartford nell'ottobre del 1933 e venne aperta ufficialmente a New York, con soli 32 allievi, il 2 gennaio 1934 da George Balanchine e Lincoln Kirstein, con l'aiuto finanziario di Edward Warburg, per rispondere al bisogno di preparare danzatori che avessero quelle specifiche qualità tecniche e stilistiche necessarie per l'interpretazione dei balletti di Balanchine.
Le lezioni venivano impartite originariamente dallo stesso Balanchine insieme a pochi altri insegnanti prevalentemente russi.
Il primo balletto interpretato dagli allievi della scuola, ed il primo anche ad essere presentato dal giovane coreografo negli Stati Uniti, con la neo-compagnia denominata American Ballet, fu il suo capolavoro Serenade, composto sulla base del numero degli allievi a disposizione (17 ragazze e un solo ragazzo) e che venne montato da Balanchine durante le prime lezioni da lui impartite alla Scuola nella residenza estiva della famiglia Warburg ad Hartford.
La prima sede della scuola a New York era sita in Madison Avenue e solo nel 1970, la stessa si insediò definitivamente nell'edificio della Juilliard School al Lincoln Center.
Il direttore attuale è Peter Martins, che dirige anche la compagnia del NY City Ballet.

## Gli insegnanti
La School of American Ballet ha avuto negli anni insegnanti prestigiosi, scelti da Balanchine per fornire ai suoi allievi, oltre che la sua impronta inconfondibile, anche lo spirito della più pura tradizione russa della Scuola Imperiale di San Pietroburgo (l'odierno Mariinsky), dove egli aveva studiato e in cui aveva affondato le radici la sua tecnica così brillante e raffinata.
Tra i più famosi, i russi Piotr Vladimirov, Felia Dubrovska, Alexandra Danilova e gli americani Stanley Williams, Muriel Stuart e Suki Schorer.

### Videografia
- School of American Ballet - Virginia Brooks - 1972
- School of American Ballet - Serving the classical vision - 2008
- The Nutcracker's family - Virginia Brooks - 2009